# Tetartostylus parabolatus
Tetartostylus parabolatus är en insektsart som beskrevs av Naudé 1926. Tetartostylus parabolatus ingår i släktet Tetartostylus och familjen dvärgstritar. Utöver nominatformen finns också underarten T. p. spinus.